# Cotileț

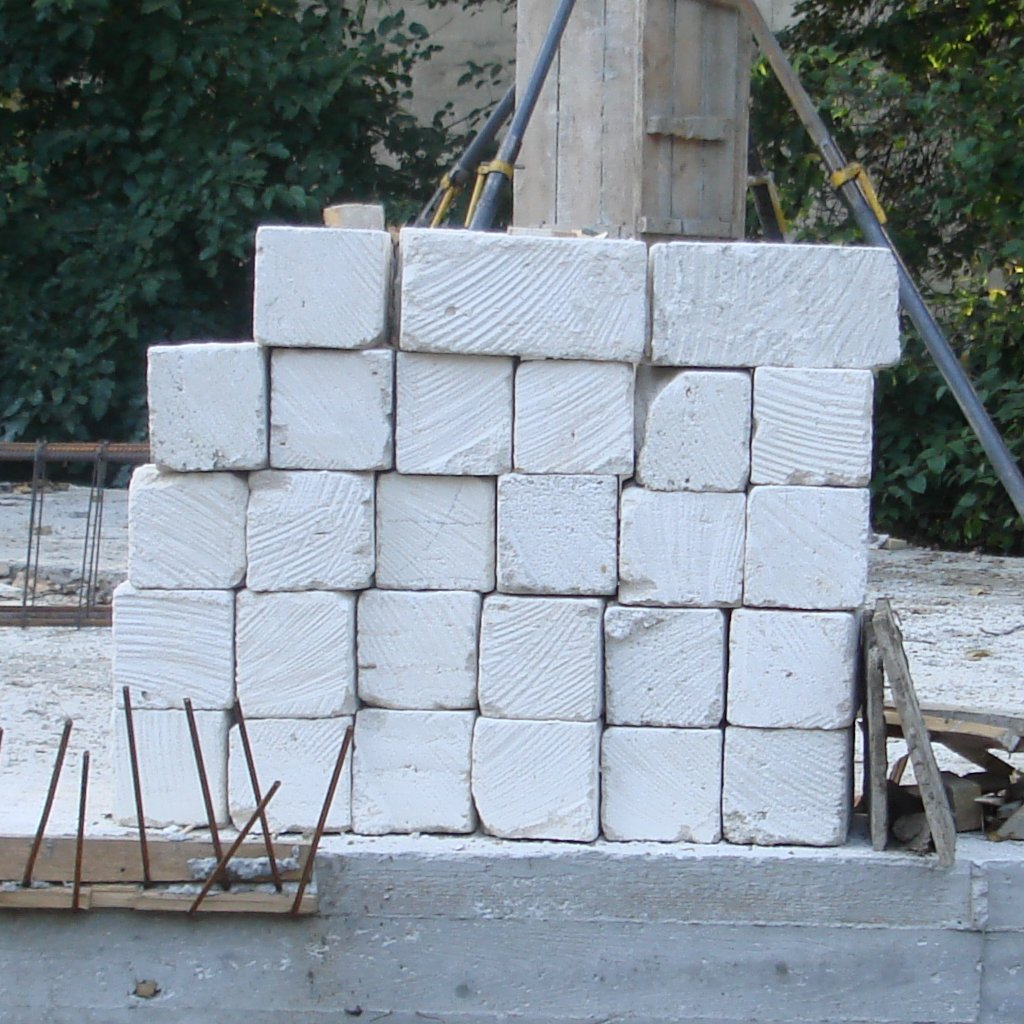
Blocuri de cotileț pe un șantier de construcție

Cotilețul reprezintă un bloc de zidărie, de forma paralelipipedului, obținut prin tăierea zăcămintelor de geneză sedimentară-organogenă (calcar). Este răspândit în special pe teritoriul Republicii Moldova și a regiunii Odesa. O utilizare largă a acestui material la construcția clădirilor, a dat un colorit deosebit orașelor Moldovei. Cotilețul este obținut încă din secolul al XV-lea în cariera de piatră de lângă orășelul Cricova, în apropiere de Chișinău.
Special pentru obținerea cotilețului a fost construită Mina din Chișinău. Rocile calcaroase care servesc drept materie primă pentru cotileț s-au format din depuneri sedimetare în perioada sarmatică mijlocie. Oolitele îi conferă pietrei duritate. Cotilețul este un material ecologic, cu o longevitate ridicată, însă conservează rău căldura.
Caracteristici tipice:
- Dimensiuni, mm: 390х190х188, 490х190х240
- Hidroabsorbție,%: 14 — 18
- Coeficient de înmuiere: 0,7 — 0,9
- Densitate, kg/m³: 1700—1900
- Rezistența la îngheț-dezgheț, cicluri: nu mai puțin de 10